# Kananga

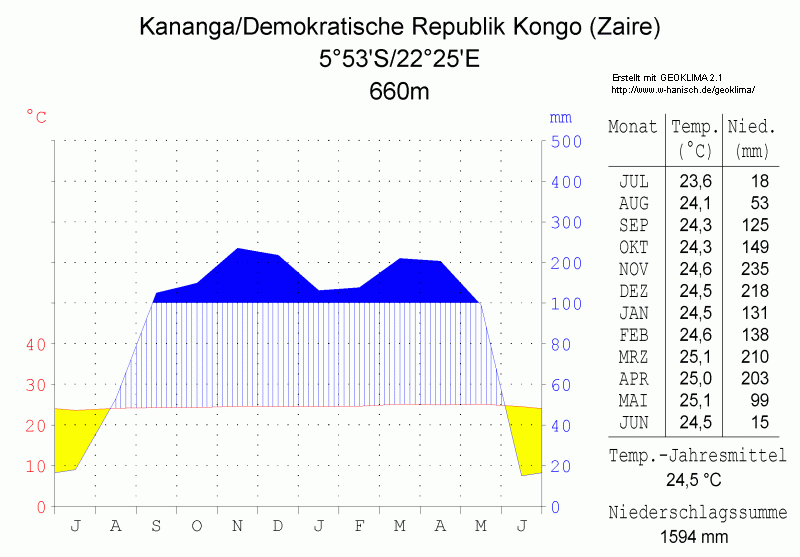
Klimadiagramm von Kananga

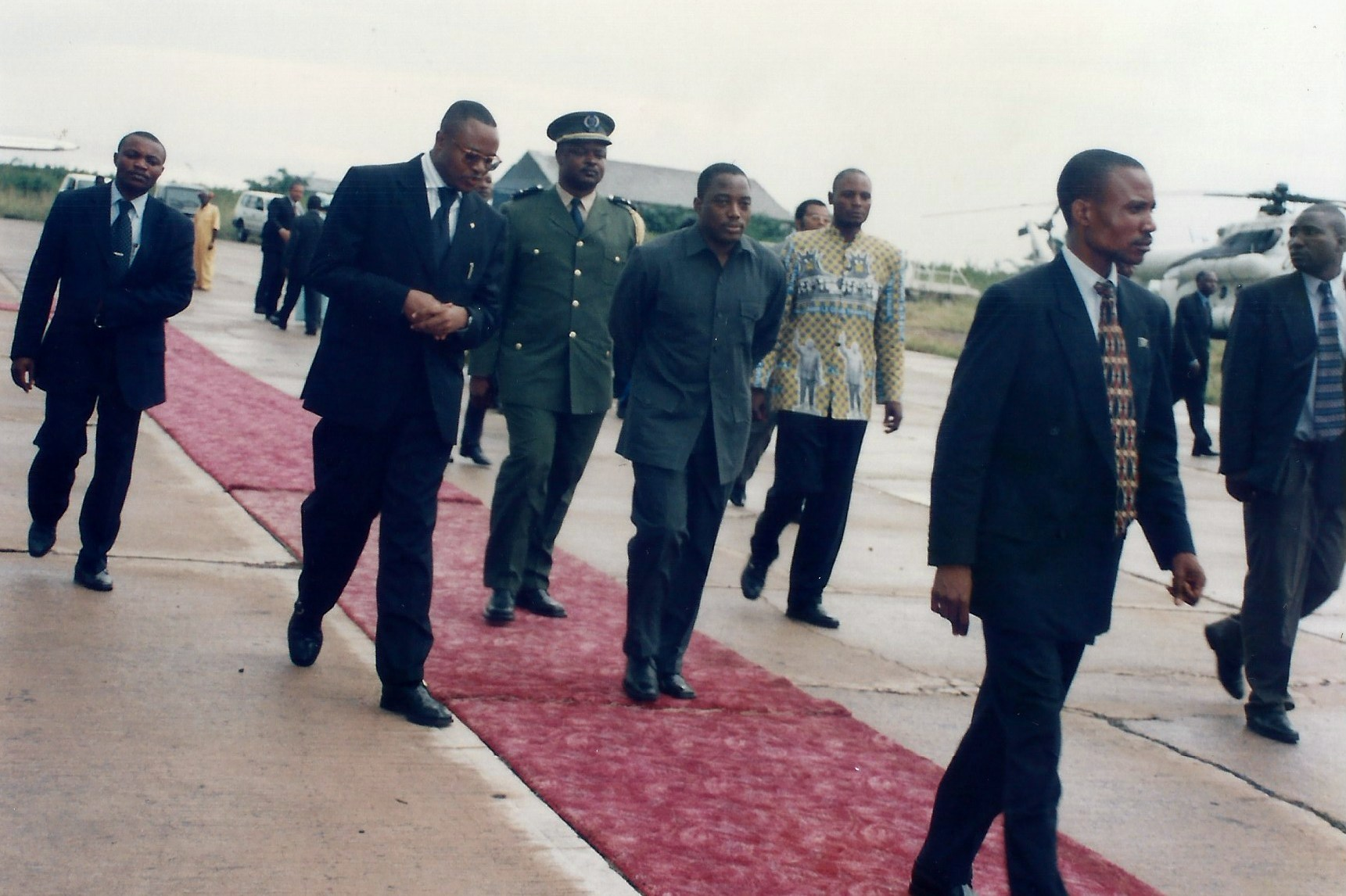
Joseph Kabila in Kananga

Kananga (bis 1966 Luluaburg, Luluabourg, vor 1933 Luluagare) ist eine Millionenstadt in der Demokratischen Republik Kongo. Sie hat etwa 1.169.000 Einwohner (Stand 1. Januar 2015) und ist die Hauptstadt der Provinz Kasaï-Central.

## Geografie
Kananga liegt im Süden des Landes an den Ufern des Flusses Lulua.

### Stadtgliederung
- Kananga
- Katoka
- Lukonga
- Ndesha
- Nganza

## Geschichte
Der deutsche Afrikaforscher Hermann von Wissmann gründete 1885 an den Ufern des Flusses Lulua die Station Luluaburg.
Ab Februar 1926 wurde Luluaburg durch die Luft erschlossen. Die Landebahn wurde gegenüber dem künftigen Bahnhof Luluabourg erstellt. Am 30. November 1927 erreichte die Bahn den Lulua. Die BCK baute eine Station bei Streckenkilometer 701, auf 600 Metern Meereshöhe. Es war die Geburtsstunde einer kleinen Stadt, die rasch an Bedeutung gewann. Die Siedlung bei der Bahnstation erhielt den Namen Lulua-Gare oder Luluagare (französisch für: Lulua Bahnhof), um sie von der nahgelegenen Stadt Luluaburg (heute Mikalayi) um die Missionsstation zu unterscheiden. Lulua-Gare erstreckt sich über rund zehn Kilometer auf dem Höhenrücken entlang der Straße. Der Kampf gegen die Erosion entlang der steilen Täler erforderte vor allem am Anfang viel Arbeit.
Nachdem der Staatsposten und die Kathedrale vom alten Luluaburg (oder Luluabourg-État) nach Luluagare umgezogen sind, wurde für ersteres der von den Einheimischen verwandte Namen Mikalayi offiziell und der Name Luluaburg 1933 nach Luluagare transferiert.
Während der Unabhängigkeits-Verhandlungen wurde eine Verlegung der Hauptstadt von Léopoldville nach dem zentraler gelegenen Luluabourg diskutiert. Da Luluabourg in der abtrünnigen Provinz Süd-Kasai lag, konnte dieser Plan nicht umgesetzt werden. 1962 wurde die Provinz wieder eingenommen, danach wurde die Stadt zur Hauptstadt der neu geschaffenen Westprovinz Kasai-Occidental.
1966 wurde die Stadt im Rahmen der von dem Diktator Mobutu ins Werk gesetzten „Afrikanisierung“ in „Kananga“ umbenannt.
Nach Angaben des Hohe Kommissars der Vereinten Nationen für Menschenrechte (UNHCHR) töteten Soldaten der Forces Armées de la République Démocratique du Congo (FARDC) zwischen dem 28. und 30. April 2017 mindestens 40 Menschen in der Gemeinde Nganza.

## Wirtschaft
In der Region werden Diamanten und Weizen gehandelt. Es gibt reiche Bodenschätze in der Region.

## Militär
In Kananga befindet sich die Académie militaire de Kananga.

## Söhne und Töchter der Stadt

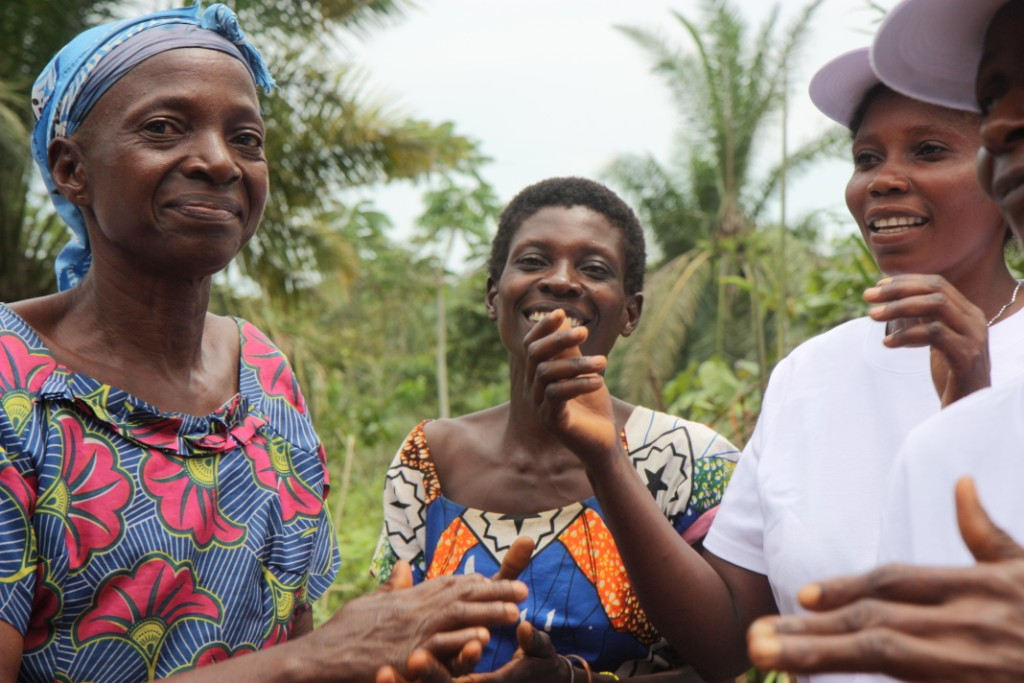
Frauen in Kananga

- Étienne Tshisekedi (1932–2017), mehrfacher Premierminister von Zaire
- Gérard Mulumba Kalemba (1937–2020), katholischer Geistlicher und Bischof von Mweka
- Pierre Ndaye Mulamba (1948–2019), Fußballspieler
- Bernard Emmanuel Kasanda Mulenga (* 1954), Bischof von Mbujimayi
- Marie Myriam (* 1957), französische Sängerin portugiesischer Abstammung
- Junior Maximus (* 1983), Schwergewichtsboxer
- Ilunga Makabu (* 1988), Boxer im Cruisergewicht
- Edo Kayembe (* 1998), Fußballspieler